# Bodenzustandserhebung
Die Bodenzustandserhebung (BZE) im Wald ist ein Teil des forstlichen Umweltmonitorings in Deutschland und dient der regelmäßigen Erfassung des Bodenzustandes. Aufbauend auf dem Stichprobennetz der Waldzustandserhebung (Waldschadenserhebung) wird die BZE als eine systematische Stichprobeninventur auf einem Raster von 8 × 8 Kilometern in den deutschen Wäldern durchgeführt. Die erste Bodenzustandserhebung (BZE 1) fand in den alten Bundesländern zum Ende der 1980er Jahre und in den neuen Bundesländern Anfang der 1990er Jahre statt. Auslöser für die Durchführung der BZE und der Waldzustandserhebung war die Diskussion um den sogenannten „sauren Regen“ und das „Waldsterben“ Anfang der 1980er Jahre. Aus Sorge um das Ökosystem Wald wurde in beiden Teilen Deutschlands ein Monitoring der Wälder etabliert. Ziel ist es, die Veränderung von Waldböden, Vegetation, Kronenzustand und der Waldernährung zu beobachten. Dieses geschieht bei der Bodenzustandserhebung an rund 2.000 Wald-Stichprobenpunkten in Deutschland. Das Johann Heinrich von Thünen-Institut wertet hierzu die von den Bundesländern erhobenen Daten aus.
In den Jahren 2006–08 erfolgte in allen Bundesländern die Durchführung der zweiten Bodenzustandserhebung (BZE 2). Neben der gesetzlichen Verpflichtung zur Bodenzustandserhebung aus den entsprechenden Bundes- und Ländergesetzen stehen eine Vielzahl von Themenfeldern bei der Auswertung der BZE 2 im Vordergrund. Wo wird beispielsweise die Quantifierung der Kohlenstoff- und Stickstoff-Vorräte in Waldböden und die Betrachtung der Pufferkapazität von Böden und dessen zeitliche Veränderung zwischen Erst- und Zweitaufnahme erfasst.
Die dritte Bodenzustandserhebung (BZE 3) ist für den Zeitraum 2022–2024 terminiert.
Zusammen mit der Waldzustandserhebung (WZE) bildet die BZE auf europäischer Ebene das Level I-Programm zur Bereitstellung von flächendeckenden Informationen zum aktuellen Wald- und Bodenzustand, aber auch deren zeitlichen Entwicklung. Das flächenrepräsentative Level I-Netz wird durch das punktuelle Intensivmonitoring des Level II-Programms, z. B. an Waldklimastationen, ergänzt.